# Zekeriya Topayan
Zekeriya Topayan (* 20. Januar 1989 in Osmangazi) ist ein türkischer Fußballtorhüter.

## Karriere

### Verein
Topayan kam im Istanbuler Stadtteil Beykoz auf die Welt und begann mit dem Vereinsfußball in der Jugend von Tofaş SK und wechselte anschließend in die Jugend von Bursaspor. Zur Saison 2007/08 erhielt er hier einen Profivertrag, spielte aber weiterhin ein halbes Jahr für die Reservemannschaft. Um ihm Spielpraxis in einer Profiliga zu ermöglichen, wurde er für die Rückrunde der Spielzeit 2007/08 an Bursa Merinosspor und die komplette nächste Spielzeit an Bursa Nilüferspor ausgeliehen. 2009 wechselte er dann samt Ablöse zu Yalovaspor und von hier aus nach einem Jahr zu Bursa Nilüferspor.
Die Saison 2011/12 wurde sein Wechsel zum Zweitligisten Şanlıurfaspor bekanntgegeben. Mit dieser Mannschaft feierte er zum Saisonende die Meisterschaft der TFF 2. Lig und damit den direkten Aufstieg in die TFF 1. Lig.
Zur Saison 2013/14 wechselte er zum Aufsteiger Fethiyespor.

### Nationalmannschaft
Topayan spielte 2004 einmal für die türkische U-16-Jugendnationalmannschaft.

## Erfolge
Mit Şanlıurfaspor
- Meister der TFF 2. Lig und Aufstieg in die TFF 1. Lig: 2011/12